# Legio I Italica
Legio I Italica, voluit Legio Prima Italica (Eerste Italiaanse legioen), werd in 66 n.Chr. gesticht door keizer Nero. Dit wordt bevestigd door de Grieks-Romeinse historicus Cassius Dio, die eveneens aangeeft dat het legioen door Nero werd gesticht.
De symbolen van het legioen waren een everzwijn en — minder vaak gebruikt — een stier.

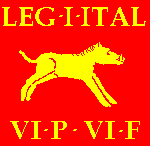
Symbool van het
Legio I Italica

Het legioen, dat uitsluitend bestond uit soldaten van minimaal 1,77 meter lang, werd gesticht voor een campagne in Armenië en het oosten om een vervolg te geven aan de succesvolle campagnes van generaal Corbulo in de voorgaande jaren. Nero gaf het nieuwe legioen de bijnaam phalanx Alexandri Magni (Falanx van Alexander de Grote), hetgeen aangaf wat hij van plan was in het oosten. Deze plannen werden echter doorkruist door het uitbreken van de Joodse Opstand waarbij XII Fulminata werd verslagen in Judea. I Italica werd teruggeroepen en de Armeense campagne werd nooit uitgevoerd. Bovendien brak in de eerste weken van 68 een opstand uit in Gallië onder de gouverneur van Gallia Lugdunensis, Gaius Julius Vindex.
I Italica kreeg hierop de opdracht de opstand in Gallië neer te slaan maar het kwam, in het voorjaar van 68, te laat aan om nog aan de gevechten deel te nemen. De gouverneur van Germania Superior, Lucius Verginius Rufus, had de opstand van Vindex reeds neergeslagen (gebruikmakend van XXI Rapax, IIII Macedonica en XXII Primigenia).
In juni van dat jaar werd Vindex' bondgenoot Galba door de Senaat als keizer erkend, waarop Nero zelfmoord pleegde. Deze feiten leverden grote spanningen op in het Rijnland , omdat Verginius de verkeerde man had gesteund. In januari 70 brak onder de gouverneur van Germania Inferior, Vitellius, een opstand uit. De soldaten van I Italica kozen onmiddellijk de zijde van de rebellen, verlieten de basis waar zij door Galba naartoe waren gezonden (Lyon) en voegde zich bij het leger van Vitellius bij zijn mars naar Italië.

De eerste veldslag vond plaats op 14 april 70. Inmiddels was Galba vermoord en opgevolgd door een senator genaamd Marcus Salvius Otho. In de buurt van Cremona werden Otho's legioenen XIII Gemina, I Adiutrix, en de pretoriaanse garde in de Eerste Slag bij Bedriacum verslagen door Vitellius' V Alaudae, I Italica en XXI Rapax. Toen Otho de omvang van de nederlaag zag, was hij zo aangeslagen dat hij besloot zich het leven te benemen om verder bloedvergieten te voorkomen. Zelfs het nieuws dat een aantal van zijn legioenen reeds in aantocht waren, kon hem niet meer op andere gedachten brengen. Op 17 april pleegde hij zelfmoord. Volgens de Romeinse historicus Tacitus was I Italica de dapperste van alle betrokken legioenen en hun adelaar werd trots door de straten van Rome gevoerd toen Vitellius zijn nieuwe hoofdstad binnentrok.
Vitellius genoot niet lang van zijn keizerrijk, want in het Oosten werd de generaal die daar heengezonden was om de Joodse Opstand neer te slaan, Vespasianus, tot keizer uitgeroepen. De legioenen uit de Donauprovincie steunden hem en op 24 oktober 70 vond er opnieuw een veldslag plaats in de buurt van Cremona, de Tweede Slag bij Bedriacum. I Italica vocht opnieuw dapper, maar deze keer werd Vitellius verslagen.
De zegevierende nieuwe keizer zond I Italica naar Moesia waar het gelegerd werd in Novae (tegenwoordig Svishtov in het noorden van Bulgarije) en VIII Augusta afloste. Gedurende de winter vielen de Sarmaten, een stam levend aan de overzijde van de Donau, het Romeinse Rijk binnen, omdat het de stam bekend was dat er een burgeroorlog woedde. Zij hadden geleerd dat zij onder deze omstandigheden succesvol konden zijn. De gouverneur van Moesia, Gaius Fonteius Agrippa, werd verslagen en sneuvelde tijdens de strijd. Aangenomen wordt dat I Italica een van de verslagen legioenen was. Pas in de loop van het jaar 70 kon een nieuwe gouverneur, Rubrius Gallus, de orde herstellen. De 5300 1,90 meter lange mannen hadden eindelijk hun basis gevonden, niet ver van de plek waar Alexander de Grote ooit de Donau overstak.